# Tian Qing
Tian Qing (n. 19 august 1986, Anhua County⁠(d), Hunan, Republica Populară Chineză) este o jucătoare de badminton ce a reprezentat Republica Populară Chineză, medaliată olimpică. A participat la o ediție a Jocurilor Olimpice (2012) în care a câștigat o medalie de aur.